# ザ・ベストミステリーズ 推理小説年鑑
『ザ・ベストミステリーズ 推理小説年鑑』（ - すいりしょうせつねんかん）は、短編推理小説の優秀作品を集めたアンソロジー。日本推理作家協会編。毎年7月頃、講談社より刊行される。前身の『探偵小説年鑑』は1948年版から刊行されており、その歴史は60年を超える。

## 概要
日本推理作家協会賞の短編部門受賞作を巻頭に収めた、1年間の短編推理小説の傑作選。受賞作および最終候補作も含め、毎年15編から20編程度収録される。以前は『推理小説代表作選集 推理小説年鑑』というタイトルで刊行されており、1998年刊行のものから現在のタイトルになった。また、講談社から刊行されるようになったのは1967年からで、それ以前は別の出版社から刊行されていた。
刊行の3年後には、講談社文庫で2分冊で刊行される（『推理小説代表作選集 推理小説年鑑』の頃は、単行本に収録された一部の作品のみ、文庫版に収録されていた）。文庫版には「ミステリー傑作選」という副題と通し番号がついている。ただし、通し番号は46までで、47にあたる『トリック・ミュージアム』以降は単に「ミステリー傑作選」とされている。
2016年の『ベスト8ミステリーズ2015』から2018年の『ベスト8ミステリーズ2017』までは、再び単行本に収録された一部の作品のみ文庫本に収録となった。

## タイトルと出版社の変遷
- 1948年版〜1955年版 『探偵小説年鑑 探偵小説傑作選』岩谷書店（1955年版は2冊）
- 1956年版〜1959年版 『探偵小説年鑑 探偵小説傑作選』宝石社（1956年版は2冊）
- 1960年版 『推理小説ベスト15 探偵小説年鑑』宝石社
- 1961年版 『推理小説ベスト20 探偵小説年鑑』宝石社（2冊）
- 1962年版 『推理小説ベスト20 推理小説年鑑』宝石社（2冊）
- 1963年版〜1966年版 『推理小説ベスト24 推理小説年鑑』東都書房（各年2冊ずつ）
- 1967年版〜1997年版 『推理小説代表作選集 推理小説年鑑』講談社
- 1998年版〜 『ザ・ベストミステリーズ 推理小説年鑑』講談社

## 収録作家一覧
各年ごとに、収録されている作家名を五十音順に挙げる。日本推理作家協会賞「短編部門」（2000年 - ）受賞作のみタイトルを挙げる。

### 1980年代
- 1980年（18編）
  - 赤川次郎、泡坂妻夫、石沢英太郎、大岡昇平、海渡英祐、日下圭介、栗本薫、小泉喜美子、小林久三、笹沢左保、佐野洋、高柳芳夫、辻真先、都筑道夫、伴野朗、夏樹静子、野呂邦暢、三好徹
- 1981年（17編）
  - 阿刀田高、鮎川哲也、泡坂妻夫、生島治郎、海渡英祐、梶龍雄、日下圭介、胡桃沢耕史、小林久三、佐野洋、都筑道夫、戸板康二、伴野朗、夏樹静子、仁木悦子、三好徹、連城三紀彦
- 1982年（17編）
  - 阿刀田高、井沢元彦、梶龍雄、日下圭介、栗本薫、胡桃沢耕史、笹沢左保、佐野洋、天藤真、伴野朗、長井彬、夏樹静子、仁木悦子、西村京太郎、西村望、三好徹、結城昌治

『推理小説代表作選集 1982』ISBN 4-06-114524-X
- 1983年（17編）
  - 阿刀田高、鮎川哲也、石沢英太郎、岡嶋二人、梶龍雄、日下圭介、栗本薫、胡桃沢耕史、佐野洋、辻真先、都筑道夫、伴野朗、長井彬、夏樹静子、山田正紀、山村正夫、連城三紀彦

『推理小説代表作選集 1983』ISBN 4-06-114525-8
- 1984年（18編）
  - 阿刀田高、鮎川哲也、泡坂妻夫、内田康夫、梶龍雄、菊村到、日下圭介、黒岩重吾、小林久三、近藤富枝、佐野洋、戸板康二、伴野朗、中津文彦、夏樹静子、西村京太郎、結城昌治、連城三紀彦

『推理小説代表作選集 1984』ISBN 4-06-114526-6
- 1985年（16編）
  - 泡坂妻夫、石沢英太郎、大谷羊太郎、岡嶋二人、日下圭介、小泉喜美子、近藤富枝、佐野洋、陳舜臣、夏樹静子、南原幹雄、西村京太郎、皆川博子、山村正夫、麗羅、連城三紀彦

『推理小説代表作選集 1985』ISBN 4-06-114527-4
- 1986年（17編）
  - 赤江瀑、鮎川哲也、泡坂妻夫、逢坂剛、海渡英祐、日下圭介、栗本薫、小泉喜美子、小杉健治、佐野洋、多岐川恭、中津文彦、夏樹静子、西村京太郎、馬場信浩、森村誠一、連城三紀彦

『推理小説代表作選集 1986』ISBN 4-06-114528-2
- 1987年（15編）
  - 泡坂妻夫、逢坂剛、大沢在昌、日下圭介、小杉健治、佐野洋、島田荘司、都筑道夫、中津文彦、夏樹静子、仁木悦子、西村京太郎、皆川博子、三好徹、山崎洋子

『推理小説代表作選集 1987』ISBN 4-06-114529-0
- 1988年（16編）
  - 石井竜生・井原まなみ、大谷羊太郎、海渡英祐、日下圭介、黒川博行、小池真理子、佐野洋、高橋克彦、長井彬、夏樹静子、仁木悦子、西村京太郎、深谷忠記、宮部みゆき、三好徹、山崎洋子

『推理小説代表作選集 1988』ISBN 4-06-114530-4
- 1989年（17編）
  - 浅川純、泡坂妻夫、井口泰子、井沢元彦、大谷羊太郎、海渡英祐、日下圭介、小池真理子、小杉健治、佐野洋、高橋克彦、多島斗志之、中津文彦、夏樹静子、原尞、三好徹、山崎洋子

『推理小説代表作選集 1989』ISBN 4-06-114531-2

### 1990年代
- 1990年（14編）
  - 日下圭介、小池真理子、小杉健治、佐野洋、島田荘司、清水義範、高橋克彦、都筑道夫、伴野朗、中津文彦、宮部みゆき、山崎洋子、吉村達也、連城三紀彦

『推理小説代表作選集 1990』ISBN 4-06-114532-0
- 1991年（19編）
  - 浅川純、井上夢人、日下圭介、小池真理子、小杉健治、小林久三、斎藤澪、佐野洋、夏樹静子、乃南アサ、服部まゆみ、原尞、東野圭吾、皆川博子、宮部みゆき、本岡類、山口雅也、連城三紀彦、ジェイスン・ウッド[1]

『推理小説代表作選集 1991』ISBN 4-06-114533-9
- 1992年（15編）
  - 阿刀田高、日下圭介、小池真理子、小杉健治、佐野洋、清水義範、高橋克彦、長尾誠夫、高村薫、夏樹静子、乃南アサ、馬場信浩、東野圭吾、宮部みゆき、吉村達也

『推理小説代表作選集 1992』ISBN 4-06-114534-7
- 1993年（16編）
  - 青山瞑[2]、井上夢人、日下圭介、小池真理子、佐野洋、高橋克彦、高村薫、伴野朗、夏樹静子、乃南アサ、法月綸太郎、御坂真之、本岡類、山崎洋子、連城三紀彦、若竹七海

『推理小説代表作選集 1993』ISBN 978-4-06-114535-1
- 1994年（15編）
  - 今邑彩、大沢在昌、日下圭介、小池真理子、斎藤純、佐野洋、真保裕一、鈴木輝一郎、高村薫、夏樹静子、宮部みゆき、村瀬継弥[3]、山口雅也、連城三紀彦、若竹七海

『推理小説代表作選集 1994』ISBN 978-4-06-114536-8
- 1995年（16編）
  - 泡坂妻夫、今邑彩、歌野晶午、逢坂剛、加納朋子、香納諒一、桐野夏生、黒崎緑、佐野洋、高橋克彦、巽昌章、中嶋博行、貫井徳郎、法月綸太郎、藤田宜永、若竹七海

『推理小説代表作選集 1995』ISBN 978-4-06-114537-5
- 1996年（14編）
  - 有栖川有栖、今邑彩、大沢在昌、折原一、北森鴻、黒川博行、佐野洋、志水辰夫、中嶋博行、二階堂黎人、法月綸太郎、藤田宜永、藤原伊織、宮部みゆき

『推理小説代表作選集 1996』ISBN 978-4-06-114538-2
- 1997年（15編）
  - 我孫子武丸、今邑彩、歌野晶午、北森鴻、小池真理子、今野敏、佐野洋、永井するみ、中嶋博行、西澤保彦、貫井徳郎、法月綸太郎、山田正紀、連城三紀彦、渡辺容子

『推理小説代表作選集 1997』ISBN 978-4-06-114539-9
- 1998年（15編）
  - 歌野晶午、逢坂剛、加納朋子、北村薫、北森鴻、小杉健治、柴田よしき、夏樹静子、新津きよみ、野沢尚、東野圭吾、藤田宜永、南島砂江子[2]、唯川恵、渡辺容子

『ザ・ベストミステリーズ 1998 推理小説年鑑』ISBN 978-4-06-114540-5
『殺人者 ミステリー傑作選38』ISBN 978-4-06-264983-4
『完全犯罪証明書 ミステリー傑作選39』ISBN 978-4-06-273142-3
- 1999年（20編）
  - 浅黄斑、今邑彩、逢坂剛、歌野晶午、大倉崇裕（円谷夏樹名義）、折原一、香住泰、北森鴻、黒川博行、小林泰三、今野敏、佐野洋、鈴木輝一郎、新津きよみ、二階堂黎人、野沢尚、法月綸太郎、冨士本由紀、森博嗣、若竹七海

『ザ・ベストミステリーズ 1999 推理小説年鑑』ISBN 978-4-06-114900-7
『密室＋アリバイ＝真犯人 ミステリー傑作選40』ISBN 978-4-06-273316-8
『殺人買います ミステリー傑作選41』ISBN 978-4-06-273511-7

### 2000年代
2000年より、日本推理作家協会賞は「長編部門」「短編および連作短編集部門」という区分をやめ、「長編及び連作短編集部門」「短編部門」という区分になった。以降、「短編部門」の受賞作と候補作はすべて収録されている。
- 2000年（19編）
  - 受賞作 「動機」横山秀夫
  - 候補 浅黄斑、姉小路祐、福井晴敏、吉村達也
  - 芦原すなお、奥宮和典[4]、折原一、恩田陸、北上秋彦、北川歩実、北森鴻、佐野洋、篠田節子、新野剛志、真保裕一、高橋克彦、新津きよみ、若竹七海

『ザ・ベストミステリーズ 2000 推理小説年鑑』ISBN 978-4-06-114901-4
『罪深き者に罰を ミステリー傑作選42』ISBN 978-4-06-273582-7
『嘘つきは殺人のはじまり ミステリー傑作選43』ISBN 978-4-06-273693-0
- 2001年（20編）
  - 受賞作なし
  - 候補 金城一紀、草上仁、翔田寛、山本一力
  - 泡坂妻夫、香納諒一、 北川歩実、北森鴻、五條瑛、三枝洋、首藤瓜於、 真保裕一、高野史緒、 辻真先、法月綸太郎、馳星周、福井晴敏、宮部みゆき、横山秀夫、若竹七海

『ザ・ベストミステリーズ 2001 推理小説年鑑』ISBN 978-4-06-114902-1
『終日犯罪 ミステリー傑作選44』ISBN 978-4-06-274804-9
『殺人作法 ミステリー傑作選45』ISBN 978-4-06-274865-0
- 2002年（20編）
  - 受賞作 「都市伝説パズル」法月綸太郎、「十八の夏」光原百合
  - 候補 倉知淳、森福都、山之内正文
  - 池井戸潤、薄井ゆうじ、逢坂剛、乙一、片岡義男、北川歩実、北森鴻、五條瑛、古処誠二、篠田節子、首藤瓜於、高野和明、姫野カオルコ、横山秀夫、若竹七海

『ザ・ベストミステリーズ 2002 推理小説年鑑』ISBN 978-4-06-114903-8
『零時の犯罪予報 ミステリー傑作選46』ISBN 978-4-06-275053-0
『トリック・ミュージアム ミステリー傑作選』ISBN 978-4-06-275163-6
- 2003年（20編）
  - 受賞作なし
  - 候補 伊坂幸太郎、乙一、笹本稜平、本多孝好、舞城王太郎
  - 朝松健、石田衣良、奥田英朗、加納朋子、北原尚彦、北村薫、北森鴻、翔田寛、高橋克彦、柄刀一、法月綸太郎、松尾由美、緑川聖司[4]、宮部みゆき、横山秀夫

『ザ・ベストミステリーズ 2003 推理小説年鑑』ISBN 978-4-06-114904-5
『殺人の教室 ミステリー傑作選』ISBN 978-4-06-275379-1
『殺人格差 ミステリー傑作選』ISBN 978-4-06-275562-7
- 2004年（20編）
  - 受賞作 「死神の精度」伊坂幸太郎
  - 候補 小川勝己、小貫風樹[3]、朱川湊人、松尾由美
  - 青木知己[3]、有栖川有栖、石田衣良、井上夢人、歌野晶午、逢坂剛、折原一、北森鴻、獅子宮敏彦、篠田節子、田中啓文、柄刀一、法月綸太郎、畠中恵、横山秀夫

『ザ・ベストミステリーズ 2004 推理小説年鑑』ISBN 978-4-06-114905-2
『孤独な交響曲 ミステリー傑作選』ISBN 978-4-06-275705-8
『犯人たちの部屋 ミステリー傑作選』ISBN 978-4-06-275904-5
- 2005年（18編）
  - 受賞作なし
  - 候補 蒼井上鷹、朝松健、荻原浩、朱川湊人、三雲岳斗
  - 飛鳥部勝則、 池永陽、伊坂幸太郎、石田衣良、石持浅海、北原尚彦、草上仁、田中啓文、柄刀一、 戸梶圭太、中島らも、法月綸太郎、山口雅也

『ザ・ベストミステリーズ 2005 推理小説年鑑』ISBN 978-4-06-114906-9
『仕掛けられた罪 ミステリー傑作選』ISBN 978-4-06-276026-3
『隠された鍵 ミステリー傑作選』ISBN 978-4-06-276201-4
- 2006年（14編）
  - 受賞作 「独白するユニバーサル横メルカトル」平山夢明
  - 候補 あせごのまん、遠藤徹、三崎亜記、道尾秀介
  - 明川哲也、伊坂幸太郎、石持浅海、北森鴻、田中啓文、古川日出男、森谷明子、米澤穂信、連城三紀彦

『ザ・ベストミステリーズ 2006 推理小説年鑑』ISBN 978-4-06-114907-6
『セブンミステリーズ ミステリー傑作選』ISBN 978-4-06-276336-3
『曲げられた真相 ミステリー傑作選』ISBN 978-4-06-276499-5
- 2007年（15編）
  - 受賞作なし
  - 候補 石持浅海、春口裕子、三上洸、薬丸岳、米澤穂信
  - 蒼井上鷹、大崎梢、門井慶喜、北森鴻、桜庭一樹、不知火京介、菅浩江、東野圭吾、柳広司、横山秀夫

『ザ・ベストミステリーズ 2007 推理小説年鑑』ISBN 978-4-06-114908-3
『ULTIMATE MYSTERY 究極のミステリー、ここにあり ミステリー傑作選』ISBN 978-4-06-276637-1
『MARVELOUS MYSTERY 至高のミステリー、ここにあり ミステリー傑作選』ISBN 978-4-06-276792-7
- 2008年（15編）
  - 受賞作 「傍聞き（かたえぎき）」長岡弘樹
  - 候補 蒼井上鷹、沢村凜、西村健、初野晴
  - 逢坂剛、黒田研二、今野敏、佐野洋、柴田哲孝、新野剛志、田中啓文、新津きよみ、法月綸太郎、薬丸岳

『ザ・ベストミステリーズ 2008 推理小説年鑑』ISBN 978-4-06-114909-0
『Play 推理遊戯 ミステリー傑作選』ISBN 978-4-06-276946-4
『Doubt きりのない疑惑 ミステリー傑作選』ISBN 978-4-06-277100-9
- 2009年（16編）
  - 受賞作 「熱帯夜」曽根圭介、「渋い夜」田中啓文
  - 候補 門井慶喜、沢村凜、柄刀一
  - 伊坂幸太郎、石持浅海、乾ルカ、折原一、黒崎緑、澤本等[3]、法月綸太郎、道尾秀介、薬丸岳、山田深夜、連城三紀彦

『ザ・ベストミステリーズ 2009 推理小説年鑑』ISBN 978-4-06-114910-6
『Bluff 騙し合いの夜 ミステリー傑作選』ISBN 978-4-06-277228-0
『Spiral めくるめく謎 ミステリー傑作選』ISBN 978-4-06-277427-7

### 2010年代
- 2010年（17編）
  - 受賞作 「随監」安東能明
  - 候補 伊岡瞬、石持浅海、永瀬隼介、結城充考
  - 遠藤武文、小川一水、黒崎視音、末浦広海、曽根圭介、大門剛明、鳥飼否宇、長岡弘樹、薬丸岳、西澤保彦、道尾秀介、横山秀夫

『ザ・ベストミステリーズ 2010 推理小説年鑑』ISBN 978-4-06-114911-3
『Logic 真相への回廊 ミステリー傑作選』ISBN 978-4-06-277510-6
『BORDER 善と悪の境界 ミステリー傑作選』ISBN 978-4-06-277708-7
- 2011年（12編）
  - 受賞作 「人間の尊厳と八〇〇メートル」深水黎一郎
  - 候補 相沢沙呼、秋梨惟喬、辻村深月、鳥飼否宇
  - 有栖川有栖、曽根圭介、塔山郁、早見江堂、平山瑞穂、道尾秀介、米澤穂信

『ザ・ベストミステリーズ 2011 推理小説年鑑』ISBN 978-4-06-114912-0
『Guilty 殺意の連鎖 ミステリー傑作選』ISBN 978-4-06-277779-7
『Shadow 闇に潜む真実 ミステリー傑作選』ISBN 978-4-06-277920-3
- 2012年（13編）
  - 受賞作 「望郷、海の星」湊かなえ
  - 候補 石持浅海、大門剛明、三上延、両角長彦
  - 詠坂雄二、近藤史恵、長岡弘樹、長江俊和、高井忍、杉井光、深水黎一郎、米澤穂信

『ザ・ベストミステリーズ 2012 推理小説年鑑』ISBN 978-4-06-114913-7
『Junction 運命の分岐点 ミステリー傑作選』ISBN 978-4-06-293075-8
『Question 謎解きの最高峰 ミステリー傑作選』ISBN 978-4-06-293092-5
- 2013年（12編）
  - 受賞作 「暗い越流」若竹七海
  - 候補 天祢涼、岸田るり子、中田永一、宮内悠介
  - 有栖川有栖、乾緑郎、貴志祐介、曽根圭介、七河迦南、藤田宜永、柚月裕子

『ザ・ベストミステリーズ 2013 推理小説年鑑』ISBN 978-4-06-114914-4
『Symphony 漆黒の交響曲 ミステリー傑作選』ISBN 978-4-06-293362-9
『Esprit 機知と企みの競演 ミステリー傑作選』ISBN 978-4-06-293363-6
- 2014年（10編）
  - 受賞作なし
  - 候補 翔田寛、西澤保彦、東川篤哉、水生大海、薬丸岳
  - 伊坂幸太郎、今野敏、本城雅人、本多孝好、森晶麿

『ザ・ベストミステリーズ 2014 推理小説年鑑』ISBN 978-4-06-114915-1
『Life 人生、すなわち謎 ミステリー傑作選』ISBN 978-4-06-293639-2
『Love 恋、すなわち罠 ミステリー傑作選』ISBN 978-4-06-293641-5
- 2015年（12編）
  - 受賞作なし
  - 候補 下村敦史、東川篤哉、芦沢央、堀燐太郎
  - 歌野晶午、加納朋子、白河三兎、瀬那和章、葉真中顕、東野圭吾、両角長彦、若竹七海

『ザ・ベストミステリーズ 2015 推理小説年鑑』ISBN 978-4-06-114916-8
『Propose 告白は突然に ミステリー傑作選』ISBN 978-4-06-293900-3
『Acrobatic 物語の曲芸師たち ミステリー傑作選』ISBN 978-4-06-293901-0
- 2016年（12編）
  - 受賞作 「おばあちゃんといっしょ」大石直紀 、「ババ抜き」永嶋恵美
  - 候補 秋吉理香子、小林由香、日野草
  - 芦沢央、伊吹亜門、大沢在昌、榊林銘、永瀬隼介、南大沢健、若竹七海

『ザ・ベストミステリーズ 2016 推理小説年鑑』ISBN 978-4-06-114917-5
『ベスト8ミステリーズ2015』ISBN 978-4-06-515104-4
- 2017年（11編）
  - 受賞作 「黄昏」薬丸岳
  - 候補 池田久輝、井上真偽、白河三兎、似鳥鶏
  - 歌野晶午、大崎梢、今野敏、曽根圭介、南杏子、若竹七海

『ザ・ベストミステリーズ 2017 推理小説年鑑』ISBN 978-4-06-220579-5
『ベスト6ミステリーズ2016』ISBN 978-4-06-519394-5
- 2018年（10編）
  - 受賞作 「偽りの春」降田天
  - 候補 芦沢央、櫻田智也、柴田よしき、増田忠則
  - 我孫子武丸、里見蘭、水生大海、宮部みゆき、若竹七海

『ザ・ベストミステリーズ 2018 推理小説年鑑』ISBN 978-4-06-221071-3
『ベスト8ミステリーズ2017』ISBN 978-4-06-523067-1
- 2019年（9編）
  - 受賞作 「学校は死の匂い」澤村伊智
  - 候補 芦沢央、逸木裕、大倉崇裕、佐藤究
  - 有栖川有栖、宇佐美まこと、曽根圭介、長岡弘樹

『ザ・ベストミステリーズ 2019 推理小説年鑑』ISBN 978-4-06-515639-1
『2019 ザ・ベストミステリーズ』ISBN 978-4-06-527647-1

### 2020年代
- 2020年（9編）
  - 受賞作 「夫の骨」矢樹純
  - 候補 秋吉理香子、井上真偽、木江恭、櫻田智也
  - 近藤史恵、知念実希人、真野光一、薬丸岳

『ザ・ベストミステリーズ 2020 推理小説年鑑』ISBN 978-4-06-520009-4
『2020 ザ・ベストミステリーズ』ISBN 978-4-06-531468-5
- 2021年（8編）
  - 受賞作 「#拡散希望」結城真一郎
  - 候補 青崎有吾、一穂ミチ、乾くるみ、北山猛邦
  - 芦沢央、櫻田智也、降田天

『ザ・ベストミステリーズ 2021 推理小説年鑑』ISBN 978-4-06-523419-8
『2021 ザ・ベストミステリーズ』ISBN 978-4-06-535100-0
- 2022年（8編）
  - 受賞作 「スケーターズ・ワルツ」逸木裕、「時計屋探偵と二律背反のアリバイ」大山誠一郎
  - 候補 杉山幌、大門剛明、笛吹太郎
  - 芦沢央、川瀬七緒、米澤穂信

『ザ・ベストミステリーズ 2022 推理小説年鑑』ISBN 978-4-06-527939-7
『2022 ザ・ベストミステリーズ』ISBN 978-4-06-538908-9
- 2023年（7編）
  - 受賞作 「異分子の彼女」西澤保彦
  - 候補 浅倉秋成、鵜林伸也、川瀬七緒、北山猛邦
  - 櫻田智也、米澤穂信

『ザ・ベストミステリーズ 2023 推理小説年鑑』ISBN 978-4-06-531741-9
- 2024年（6編）
  - 受賞作 「ベルを鳴らして」坂崎かおる、「ディオニソス計画」宮内悠介
  - 候補 天祢涼、太田愛、織守きょうや
  - 青崎有吾

『ザ・ベストミステリーズ 2024 推理小説年鑑』ISBN 978-4-06-535546-6
- 2025年（7編）
  - 受賞作 「黒い安息の日々」久永実木彦
  - 候補 井上真偽、今村昌弘、斜線堂有紀、水生大海
  - 貴志祐介、法月綸太郎

『ザ・ベストミステリーズ 2025 推理小説年鑑』ISBN 978-4-06-539869-2